# Groupe C des éliminatoires du Championnat d'Europe de football espoirs 2023
 (juin 2022).
Si vous disposez d'ouvrages ou d'articles de référence ou si vous connaissez des sites web de qualité traitant du thème abordé ici, merci de compléter l'article en donnant les références utiles à sa vérifiabilité et en les liant à la section « Notes et références ».
Navigation
Groupe B Groupe D
Le Groupe C des Éliminatoires du Championnat d'Europe de football espoirs 2023 est composé de six équipes: l'Espagne, la Russie, la Slovaquie, l'Irlande du Nord, la Lituanie et Malte. La composition des neuf groupes de la phase de groupes a été décidée par le tirage au sort effectué le 28 janvier 2021 à 12h00 CET (UTC+1), au siège de l'UEFA à Nyon, en Suisse, avec les équipes classées selon leur classement par coefficient.
Le 28 février 2022, la FIFA et l'UEFA ont annoncé que la Russie était suspendue de toutes les compétitions. Le 2 mai 2022, l'UEFA a annoncé que la Russie ne serait plus autorisée à participer à la compétition, que ses résultats précédents étaient annulés et que le groupe C continuerait avec cinq équipes.

## Classement
| Rang | Équipe          | Pts          | J            | G            | N            | P            | Bp           | Bc           | Diff         |  | Résultats (▼ dom., ► ext.) |     |     |     |     |     |
| ---- | --------------- | ------------ | ------------ | ------------ | ------------ | ------------ | ------------ | ------------ | ------------ |  | -------------------------- | --- | --- | --- | --- | --- |
| 1    | Espagne         | 24           | 8            | 8            | 0            | 0            | 37           | 5            | +32          |  | Espagne                    |     | 3-2 | 3-0 | 8-0 | 7-1 |
| 2    | Slovaquie       | 15           | 8            | 5            | 0            | 3            | 18           | 10           | +8           |  | Slovaquie                  | 2-3 |     | 2-1 | 3-1 | 4-0 |
| 3    | Irlande du Nord | 7            | 8            | 2            | 1            | 5            | 8            | 18           | -10          |  | Irlande du Nord            | 0-6 | 1-0 |     | 4-0 | 0-2 |
| 4    | Lituanie        | 7            | 8            | 2            | 1            | 5            | 7            | 22           | -15          |  | Lituanie                   | 0-2 | 0-2 | 1-1 |     | 2-1 |
| 5    | Malte           | 6            | 8            | 2            | 0            | 6            | 10           | 25           | -15          |  | Malte                      | 0-5 | 1-3 | 4-1 | 1-3 |     |
| 6    | Russie          | Disqualifiée | Disqualifiée | Disqualifiée | Disqualifiée | Disqualifiée | Disqualifiée | Disqualifiée | Disqualifiée |  |                            |     |     |     |     |     |

## Matchs
Les heures sont CET/CEST, comme indiqué par l'UEFA (les heures locales, si elles sont différentes, sont entre parenthèses).
| 3 septembre 2021 | Malte                                             | 4 - 1   | Irlande du Nord | Stade du centenaire, Ta' Qali                 |                                               |
| 16h30            | Engerer 24e · Veselji 36e 40e (pen.) · Attard 84e | (3 - 0) | 58e Lane        | Spectateurs : 184 Arbitrage : Milovan Milačić | Spectateurs : 184 Arbitrage : Milovan Milačić |

| 3 septembre 2021 | Slovaquie                           | 3 - 1   | Lituanie             | Štadión pod Zoborom, Nitra                   |                                              |
| 17h30            | Kaprálik 24e 61e · Trusa 79e (pen.) | (1 - 0) | 56e (pen.) Dolznikov | Spectateurs : 757 Arbitrage : Kaspar Sjöberg | Spectateurs : 757 Arbitrage : Kaspar Sjöberg |
| 17h30            | Rapport                             |         |                      | Spectateurs : 757 Arbitrage : Kaspar Sjöberg | Spectateurs : 757 Arbitrage : Kaspar Sjöberg |

| 3 septembre 2021 | Espagne                     | Annulé 4 - 1 | Russie       | Estadio Francisco de la Hera, Almendralejo       |                                                  |
| 20h45            | Niño 13e 54e · Pino 47e 86e |              | 10e Agalarov | Spectateurs : 1 585 Arbitrage : Nathan Verboomen | Spectateurs : 1 585 Arbitrage : Nathan Verboomen |
| 20h45            | Rapport                     |              |              | Spectateurs : 1 585 Arbitrage : Nathan Verboomen | Spectateurs : 1 585 Arbitrage : Nathan Verboomen |

| 7 septembre 2021 | Lituanie | 0 - 2   | Espagne                | LFF Stadium, Vilnius                          |                                               |
| 17h30 (18h30)    |          | (0 - 1) | 32e Francés · 78e Pino | Spectateurs : 671 Arbitrage : Nejc Kajtazovic | Spectateurs : 671 Arbitrage : Nejc Kajtazovic |
| 17h30 (18h30)    | Rapport  |         |                        | Spectateurs : 671 Arbitrage : Nejc Kajtazovic | Spectateurs : 671 Arbitrage : Nejc Kajtazovic |

| 7 septembre 2021 | Russie                                                             | Annulé 6 - 0 | Malte | Arena Khimki, Khimki                        |                                             |
| 18h00 (19h00)    | Khlusevich 6e 14e · Agalarov 17e 74e · Bozhenov 80e · Kravtsov 86e |              |       | Spectateurs : 308 Arbitrage : Artyom Kuchin | Spectateurs : 308 Arbitrage : Artyom Kuchin |
| 18h00 (19h00)    | Rapport                                                            |              |       | Spectateurs : 308 Arbitrage : Artyom Kuchin | Spectateurs : 308 Arbitrage : Artyom Kuchin |

| 7 septembre 2021 | Irlande du Nord      | 1 - 0   | Slovaquie | Mourneview Park, Lurgan                               |                                                       |
| 20h30 (19h30)    | Galbraith 54e (pen.) | (0 - 0) |           | Spectateurs : 397 Arbitrage : Vilhjalmur Thorarinsson | Spectateurs : 397 Arbitrage : Vilhjalmur Thorarinsson |
| 20h30 (19h30)    | Rapport              |         |           | Spectateurs : 397 Arbitrage : Vilhjalmur Thorarinsson | Spectateurs : 397 Arbitrage : Vilhjalmur Thorarinsson |

| 8 octobre 2021 | Lituanie                              | 2 - 1   | Malte          | Alytus Stadium, Alytus                      |                                             |
| 17h30 (18h30)  | Milašius 38e · Kalinauskas 56e (pen.) | (1 - 0) | 90+4e Sixsmith | Spectateurs : 211 Arbitrage : Marcel Birsan | Spectateurs : 211 Arbitrage : Marcel Birsan |
| 17h30 (18h30)  | Rapport                               |         |                | Spectateurs : 211 Arbitrage : Marcel Birsan | Spectateurs : 211 Arbitrage : Marcel Birsan |

| 8 octobre 2021 | Russie      | Annulé 1 - 0 | Irlande du Nord | Arena Khimki, Khimki                       |                                            |
| 18h00 (19h00)  | Prokhin 16e |              |                 | Spectateurs : 250 Arbitrage : Luka Bilbija | Spectateurs : 250 Arbitrage : Luka Bilbija |
| 18h00 (19h00)  | Rapport     |              |                 | Spectateurs : 250 Arbitrage : Luka Bilbija | Spectateurs : 250 Arbitrage : Luka Bilbija |

| 8 octobre 2021 | Espagne                                                  | 3 - 2   | Slovaquie              | La Cartuja, Séville                          |                                              |
| 20h45          | Guillamón 58e · S. Gómez 80e (pen.) · Miranda 88e (pen.) | (0 - 1) | 19e Bernát · 71e Lichý | Spectateurs : 4 200 Arbitrage : Kevin Clancy | Spectateurs : 4 200 Arbitrage : Kevin Clancy |
| 20h45          | Rapport                                                  |         |                        | Spectateurs : 4 200 Arbitrage : Kevin Clancy | Spectateurs : 4 200 Arbitrage : Kevin Clancy |

| 12 octobre 2021 | Slovaquie                            | 4 - 0   | Malte | Štadión pod Zoborom, Nitra                    |                                               |
| 16h30           | Trusa 23e 64e 81e (pen.) · Kadák 36e | (2 - 0) |       | Spectateurs : 468 Arbitrage : Eldorjan Hamiti | Spectateurs : 468 Arbitrage : Eldorjan Hamiti |
| 16h30           | Rapport                              |         |       | Spectateurs : 468 Arbitrage : Eldorjan Hamiti | Spectateurs : 468 Arbitrage : Eldorjan Hamiti |

| 12 octobre 2021 | Lituanie | Annulé 0 - 3 | Russie                             | Alytus Stadium, Alytus                           |                                                  |
| 17h30 (18h30)   |          |              | 65e 71e Tyukavin · 68e (csc) Uzėla | Spectateurs : 220 Arbitrage : Christopher Jaeger | Spectateurs : 220 Arbitrage : Christopher Jaeger |
| 17h30 (18h30)   | Rapport  |              |                                    | Spectateurs : 220 Arbitrage : Christopher Jaeger | Spectateurs : 220 Arbitrage : Christopher Jaeger |

| 12 octobre 2021 | Espagne                            | 3 - 0   | Irlande du Nord | La Cartuja, Séville                             |                                                 |
| 20h45           | S. Gómez 26e (pen.) 32e · Ruiz 56e | (2 - 0) |                 | Spectateurs : 2 632 Arbitrage : Vitaliy Romanov | Spectateurs : 2 632 Arbitrage : Vitaliy Romanov |
| 20h45           | Rapport                            |         |                 | Spectateurs : 2 632 Arbitrage : Vitaliy Romanov | Spectateurs : 2 632 Arbitrage : Vitaliy Romanov |

| 12 novembre 2021 | Irlande du Nord                                         | 4 - 0   | Lituanie | The Showgrounds, Ballymena                     |                                                |
| 15h00 (14h00)    | McCalmont 8e 75e · O'Neill 44e (pen.) · Conn-Clarke 87e | (2 - 0) |          | Spectateurs : 324 Arbitrage : Joonas Jaanovits | Spectateurs : 324 Arbitrage : Joonas Jaanovits |
| 15h00 (14h00)    | Rapport                                                 |         |          | Spectateurs : 324 Arbitrage : Joonas Jaanovits | Spectateurs : 324 Arbitrage : Joonas Jaanovits |

| 12 novembre 2021 | Russie                                         | Annulé 3 - 0 | Slovaquie | Arena Khimki, Khimki                           |                                                |
| 18h00 (20h00)    | Khlusevich 34e · Agalarov 45e · Suleymanov 82e |              |           | Spectateurs : 296 Arbitrage : Peter Kjaesgaard | Spectateurs : 296 Arbitrage : Peter Kjaesgaard |
| 18h00 (20h00)    | Rapport                                        |              |           | Spectateurs : 296 Arbitrage : Peter Kjaesgaard | Spectateurs : 296 Arbitrage : Peter Kjaesgaard |

| 12 novembre 2021 | Malte   | 0 - 5   | Espagne                                                  | Stade du centenaire, Ta' Qali           |                                         |
| 20h45            |         | (0 - 3) | 23e S. Gómez · 24e 88e Ruiz · 40e Guillamón · 50e Lobete | Spectateurs : 365 Arbitrage : Dario Bel | Spectateurs : 365 Arbitrage : Dario Bel |
| 20h45            | Rapport |         |                                                          | Spectateurs : 365 Arbitrage : Dario Bel | Spectateurs : 365 Arbitrage : Dario Bel |

| 16 novembre 2021 | Lituanie | 0 - 2   | Slovaquie                | Alytus Stadium, Alytus                       |                                              |
| 17h30 (18h30)    |          | (0 - 1) | 12e Trusa · 55e Kaprálik | Spectateurs : 172 Arbitrage : Haris Kaljanac | Spectateurs : 172 Arbitrage : Haris Kaljanac |
| 17h30 (18h30)    | Rapport  |         |                          | Spectateurs : 172 Arbitrage : Haris Kaljanac | Spectateurs : 172 Arbitrage : Haris Kaljanac |

| 16 novembre 2021 | Russie       | Annulé 1 - 0 | Espagne | Arena Khimki, Khimki                          |                                               |
| 18h00 (20h00)    | Tyukavin 60e |              |         | Spectateurs : 396 Arbitrage : Jochem Kamphuis | Spectateurs : 396 Arbitrage : Jochem Kamphuis |
| 18h00 (20h00)    | Rapport      |              |         | Spectateurs : 396 Arbitrage : Jochem Kamphuis | Spectateurs : 396 Arbitrage : Jochem Kamphuis |

| 16 novembre 2021 | Irlande du Nord | 0 - 2   | Malte                     | Mourneview Park, Lurgan                       |                                               |
| 20h30 (19h30)    |                 | (0 - 0) | 49e Grima · 89e A. Zammit | Spectateurs : 347 Arbitrage : Kári Á Høvdanum | Spectateurs : 347 Arbitrage : Kári Á Høvdanum |
| 20h30 (19h30)    | Rapport         |         |                           | Spectateurs : 347 Arbitrage : Kári Á Høvdanum | Spectateurs : 347 Arbitrage : Kári Á Høvdanum |

| 25 mars 2022 | Slovaquie                    | 2 - 1   | Irlande du Nord | Stade Pod Dubňom, Žilina                       |                                                |
| 16h00        | Trusa 37e · Kadák 86e (pen.) | (1 - 0) | 61e Johnston    | Spectateurs : 1 377 Arbitrage : Visar Kastrati | Spectateurs : 1 377 Arbitrage : Visar Kastrati |
| 16h00        | Rapport                      |         |                 | Spectateurs : 1 377 Arbitrage : Visar Kastrati | Spectateurs : 1 377 Arbitrage : Visar Kastrati |

| 25 mars 2022 | Espagne                                                                                                | 8 - 0   | Lituanie | Estadio El Prado, Talavera de la Reina      |                                             |
| 20h00        | Rodri 16e 37e · S. Gómez 35e · Gil 40e · Ruiz 43e · Manu Sánchez 61e · Álex Baena 65e · Turrientes 70e | (5 - 0) |          | Spectateurs : 3 700 Arbitrage : Joni Hyytiä | Spectateurs : 3 700 Arbitrage : Joni Hyytiä |
| 20h00        | Rapport                                                                                                |         |          | Spectateurs : 3 700 Arbitrage : Joni Hyytiä | Spectateurs : 3 700 Arbitrage : Joni Hyytiä |

| 29 mars 2022 | Slovaquie                        | 2 - 3   | Espagne                          | Stade Pod Dubňom, Žilina                           |                                                    |
| 16h00        | Bernát 38e (pen.) · Nebyla 90+1e | (1 - 1) | 4e Gil · 66e Gómez · 81e Navarro | Spectateurs : 3 024 Arbitrage : Christopher Jaeger | Spectateurs : 3 024 Arbitrage : Christopher Jaeger |
| 16h00        | Rapport                          |         |                                  | Spectateurs : 3 024 Arbitrage : Christopher Jaeger | Spectateurs : 3 024 Arbitrage : Christopher Jaeger |

| 29 mars 2022 | Malte         | 1 - 3   | Lituanie                                               | Stade du centenaire, Ta' Qali                    |                                                  |
| 16h00        | J. Zammit 78e | (0 - 0) | 64e (csc) Gauci · 80e Dovydaitis · 90+3e Steponavičius | Spectateurs : 142 Arbitrage : Thorvaldur Árnason | Spectateurs : 142 Arbitrage : Thorvaldur Árnason |
| 16h00        | Rapport       |         |                                                        | Spectateurs : 142 Arbitrage : Thorvaldur Árnason | Spectateurs : 142 Arbitrage : Thorvaldur Árnason |

| 3 juin 2022   | Irlande du Nord | 0 - 6   | Espagne                                                            | Inver Park, Larne                                      |                                                        |
| 15h00 (14h00) |                 | (0 - 1) | 22e Ruiz · 50e 61e Gil · 64e Miranda · 76e Riquelme · 87e V. Gómez | Spectateurs : 1 100 Arbitrage : Vitālijs Spasjoņņikovs | Spectateurs : 1 100 Arbitrage : Vitālijs Spasjoņņikovs |
| 15h00 (14h00) | Rapport         |         |                                                                    | Spectateurs : 1 100 Arbitrage : Vitālijs Spasjoņņikovs | Spectateurs : 1 100 Arbitrage : Vitālijs Spasjoņņikovs |

| 3 juin 2022 | Malte      | 1 - 3   | Slovaquie                        | Stade du centenaire, Ta' Qali           |                                         |
| 18h30       | Attard 44e | (1 - 1) | 45+3e Pokorný · 90+2e 90+7e Iľko | Spectateurs : 218 Arbitrage : Snir Levy | Spectateurs : 218 Arbitrage : Snir Levy |
| 18h30       | Rapport    |         |                                  | Spectateurs : 218 Arbitrage : Snir Levy | Spectateurs : 218 Arbitrage : Snir Levy |

| 7 juin 2022   | Lituanie         | 1 - 1   | Irlande du Nord | Alytus Stadium, Alytus                        |                                               |
| 17h00 (18h00) | Tutyškinas 90+7e | (0 - 1) | 17e Taylor      | Spectateurs : 374 Arbitrage : Nenad Minaković | Spectateurs : 374 Arbitrage : Nenad Minaković |
| 17h00 (18h00) | Rapport          |         |                 | Spectateurs : 374 Arbitrage : Nenad Minaković | Spectateurs : 374 Arbitrage : Nenad Minaković |

| 7 juin 2022 | Espagne                                                      | 7 - 1   | Malte         | Stade Álvarez Claro, Melilla                  |                                               |
| 20h00       | Navarro 8e 69e · Ruiz 47e 64e · Sánchez 55e · Lobete 73e 78e | (1 - 0) | 71e A. Zammit | Spectateurs : 3 273 Arbitrage : Juri Frischer | Spectateurs : 3 273 Arbitrage : Juri Frischer |
| 20h00       | Rapport                                                      |         |               | Spectateurs : 3 273 Arbitrage : Juri Frischer | Spectateurs : 3 273 Arbitrage : Juri Frischer |

## Buteurs
Il y a eu 99 buts marqués en 26 matches, pour une moyenne de 3.81 buts par match (au 7 juin 2022).

### 7 buts
- Sergio Gómez

### 6 buts
- Abel Ruiz
- Matej Trusa

### 4 buts
- Bryan Gil
- Gamid Agalarov

### 3 buts
- Julen Lobete
- Robert Navarro
- Yeremi Pino
- Daniil Khlusevich
- Konstantin Tyukavin
- Adrián Kaprálik

### 2 buts
- Hugo Guillamón
- Juan Miranda
- Fer Niño
- Rodri
- Manu Sánchez
- Ján Bernát
- Patrik Iľko
- Jakub Kadák
- Alfie McCalmont
- Ayrton Attard
- Matteja Veselji
- Andrea Zammit

### 1 but
- Álex Baena
- Alejandro Francés
- Víctor Gómez
- Rodrigo Riquelme
- Beñat Turrientes
- Kirill Bozhenov
- Kirill Kravtsov
- Danila Prokhin
- Timur Suleymanov
- Filip Lichý
- Sebastian Nebyla
- Peter Pokorný
- Chris Conn-Clarke
- Ethan Galbraith
- Carl Johnston
- Paddy Lane
- Paul O'Neill
- Dale Taylor
- Artur Dolznikov
- Deividas Dovydaitis
- Tomas Kalinauskas
- Titas Milašius
- Faustas Steponavičius
- Artemijus Tutyškinas
- Jake Engerer
- Marcus Grima
- Jamie Sixsmith
- Joseph Zammit

### 1 but contre son camp
- Karolis Uzėla (contre la Russie)
- Christian Gauci (contre la Lituanie)